# William Mathisen
William Mathisen (6 marzo 2003) è uno snowboarder svedese, specializzato in slopestyle e big air.

## Biografia
Attivo a livello internazionale dal marzo 2017, William Mathisen ha debuttato in Coppa del Mondo il 12 gennaio 2019, giungendo 25º nello slopestyle di Kreischberg. Il 19 marzo 2022 ha ottenuto nella stessa specialità, a Špindlerův Mlýn, il suo primo podio nel massimo circuito, chiudendo al secondo posto nella gara vinta dal neozelandese Tiarn Collins.
In carriera non ha mai debuttato ai Giochi olimpici invernali e ha preso parte a un'edizione dei Campionati mondiali di snowboard.

## Palmarès

### Coppa del Mondo
- Miglior piazzamento in classifica generale freestyle: 15º nel 2022
- Miglior piazzamento nella Coppa del Mondo di big air: 35º nel 2022
- Miglior piazzamento nella Coppa del Mondo di slopestyle: 7° nel 2022
- 1 podio:
  - 1 secondo posto